# Tracologia
La tracologia è lo studio scientifico dell'antica Tracia e dei Traci ed è una branca regionale e tematica della storia antica e dell'archeologia. I tracologi indagano tutti gli aspetti della cultura trace (lingua, letteratura, storia, religione, arte, economia ed etica) dal 1000 a.C. fino al termine della dominazione romana nel IV-VII secolo d.C. La tracologia moderna, che supera un mero interesse antiquario per la Tracia, ha avuto inizio con l'attività di Wilhelm Tomaschek nella seconda metà del XIX secolo.

## Tracologia in Bulgaria
Nella seconda metà del XX secolo, lo storico bulgaro Aleksandăr Fol ha fondato l'Istituto di Tracologia dell'Accademia bulgara delle scienze. La scoperta via via di nuovi siti archeologici traci ha permesso allo studio della civiltà trace di procedere con crescente rigore accademico.

## Tracologia in Romania
Poiché i daci sono considerati un sottogruppo dei traci dalla maggioranza degli studiosi e le fonti storiche, gli storici e gli archeologi rumeni si sono dedicati alla tracologia a partire dal XIX secolo. Si utilizza anche il termine traco-dacologia, in riferimento ai traco-daci, a partire dal 1980 circa.
Ma poiché altre teorie sostengono che la relazione tra daci e traci non fosse così stretta come si pensava, la dacologia si è sviluppata come disciplina indipendente dalla tracologia.
I termini dacologia/dacologo hanno subito un effetto negativo dalle loro implicazioni con il protocronismo, tanto che alcuni ricercatori rumeni di gran reputazione preferiscono definirsi tracologi anziché dacologi, nonostante l'oggetto delle loro ricerche sia concentrato sui daci e non sui traci e senza che ci sia una particolare convinzione circa uno stretto legme tra i due popoli.
L'Istituto rumeno di tracologia I.G. Bibicescu, parte dell'Accademia romena con sede a Bucarest è stato fondate nel 1976, dopo il 2º Congresso internazionale di tracologia tenutosi a Bucarest nel settembre dello stesso anno. Uno dei suoi primi direttori fu il tracologo Dumitru Berciu (1907–1998).

## Tracologi celebri
Gli studiosi che più si sono distinti nel campo della tracologia sono:
- Gavril Kacarov – storico, filologo classico e archeologo bulgaro
- Vladimir Ivanov Georgiev – linguista bulgaro
- Georgi Kitov – archeologo bulgaro
- Aleksandăr Fol – tracologo bulgaro
- Ion Niculiță – archeologo moldavo
- Sorin Olteanu – tracologo rumeno, specialista delle lingue traco-daco-mesie[4]
- Engin Beksac – archeologo e storico dell'arte turco
- Bogdan Petriceicu Hasdeu – daco-tracologo e storico rumeno[8]
- Ion I. Russu- daco-tracologo e storico rumeno[8]
- Dumitru Berciu – direttore dell'Istituto rumeno di tracologia
- Margarita Tačeva – tracologa bulgara

## Congressi internazionali di tracologia
Il Congresso internazionale di tracologia è organizzato dall'Istituto di Tracologia dell'Accademia bulgara delle scienze. Si è tenuto regolarmente dal 1972, quando il 1º Congresso si svolse per impulso di Aleksandăr Fol. Fol stesso divenne presidente del Congresso e sottolineò l'importanza di un approccio internazionale allo studio della tracologia.
| Edizione | Sede                                 | Data                                                                 | Tema                                                                                  |
| -------- | ------------------------------------ | -------------------------------------------------------------------- | ------------------------------------------------------------------------------------- |
| 1        | Sofia, Bulgaria                      | luglio 1972                                                          |                                                                                       |
| 2        | Bucarest, Romania                    | settembre 1976                                                       |                                                                                       |
| 3        | Vienna, Austria                      | giugno 1980                                                          |                                                                                       |
| 4        | Rotterdam, Paesi Bassi               | settembre 1984                                                       |                                                                                       |
| 5        | Mosca, Unione Sovietica              | 1988                                                                 |                                                                                       |
| 6        | Palma di Maiorca, Spagna             | 1992                                                                 |                                                                                       |
| 7        | Costanza, Tulcea e Mangalia, Romania | maggio 1996                                                          | I Traci e i Micenei                                                                   |
| 8        | Sofia e Jambol, Bulgaria             | settembre 2000                                                       | I Traci e l'Egeo                                                                      |
| 9        | Chișinău, Moldavia                   | settembre 2004                                                       | I Traci e il mondo attorno al Ponto                                                   |
| 10       | Komotini e Alessandropoli, Grecia    | ottobre 2005                                                         |                                                                                       |
| 11       | Istanbul, Turchia                    | ottobre 2010                                                         |                                                                                       |
| 12       | Târgoviște, Romania                  | settembre 2013                                                       | I Traci e i loro vicini nelle età del bronzo e del ferro                              |
| 13       | Kazanlăk, Bulgaria                   | settembre 2017                                                       | L'antica Tracia: mito e realtà                                                        |
| 14       | Deva, Romania                        | maggio 2020, posticipato all'autunno 2020 per l'epidemia di COVID-19 | TRACciando il passato: dalle comunità dell'età del bronzo ai regni dell'età del ferro |